# Vòng loại Giải vô địch bóng đá thế giới 1990 – Khu vực châu Đại Dương
Dưới đây là các ngày thi đấu và kết quả của vòng loại Giải vô địch bóng đá thế giới 1990 khu vực châu Đại Dương (OFC).
Có 5 đội tham dự vòng loại: ba thành viên của OFC là Úc, New Zealand và Fiji, cùng với hai đội không thuộc OFC là Israel và Đài Loan (Đài Bắc Trung Hoa). Khu vực OFC được phân bổ 0.5 suất (trong tổng số 24 suất) tham dự vòng chung kết.

## Thể thức thi đấu
Có hai vòng thi đấu: Ở vòng đầu tiên, Israel được miễn thi đấu và vào thẳng vòng hai. Bốn đội còn lại được chia cặp thi đấu loại trực tiếp theo thể thức lượt đi và lượt về, đội thắng với tổng tỷ số hai lượt sẽ vào vòng hai. 
Ở vòng hai, ba đội còn lại thi đấu vòng tròn hai lượt (sân nhà – sân khách) với nhau. Đội đứng đầu bảng sẽ giành quyền vào trận play-off liên lục địa với đội đứng đầu có thành tích yếu nhất ở một bảng đấu của khu vực Nam Mỹ (CONMEBOL).

## Vòng 1
| Đội 1             | TTS | Đội 2       | Lượt đi | Lượt về |
| ----------------- | --- | ----------- | ------- | ------- |
| Đài Bắc Trung Hoa | 1–8 | New Zealand | 0–4     | 1–4     |
| Fiji              | 2–5 | Úc          | 1–5     | {{{7}}} |

### Trận đấu
| 11 tháng 11 năm 1988 | Đài Bắc Trung Hoa | 0–4 | New Zealand                                             | Newtown Park, Wellington                              |  |
|                      |                   |     | Wright 36' · McClennan 45' · Barkley 57' · Halligan 76' | Lượng khán giả: 2,500 Trọng tài: Chris Bambridge (Úc) |  |

| 15 tháng 11 năm 1988 | New Zealand                          | 4–1 | Đài Bắc Trung Hoa | Sân vận động Western Springs, Auckland           |  |
|                      | Wright 12' · McClennan 17', 42', 49' |     | Lund 56' (l.n.)   | Lượng khán giả: 7,500 Trọng tài: Gary Power (Úc) |  |

New Zealand thắng với tổng tỷ số 8–1 và giành quyền vào Vòng 2..
| 26 tháng 11 năm 1988 | Fiji       | 1–0 | Úc | Prince Charles Park, Nadi                                 |  |
|                      | Madigi 66' |     |    | Lượng khán giả: 6,000 Trọng tài: Gary Fleet (New Zealand) |  |

| 3 tháng 12 năm 1988 | Úc                                                             | 5–1 | Fiji      | Macquarie Field, Newcastle                                     |  |
|                     | Yankos 9', 69' (ph.đ.) · Spink 25' · Arnold 84' · Trimboli 87' |     | Dalai 89' | Lượng khán giả: 5,220 Trọng tài: Kenneth Wallace (New Zealand) |  |

Úc thắng với tổng tỷ số 5–2 và giành quyền vào Vòng 2.

## Vòng 2

### Trận đấu
| 5 tháng 3 năm 1989 | Israel       | 1–0 | New Zealand | Ramat Gan, Israel                                                                                   |  |
|                    | Rosenthal 7' |     |             | Sân vận động: Sân vận động Ramat Gan Lượng khán giả: 44,500 Trọng tài: Serge Muhmenthaler (Thụy Sĩ) |  |

| 12 tháng 3 năm 1989 | Úc                                       | 4–1 | New Zealand | Sydney, Úc                                                                                           |  |
|                     | Crino 15' · Arnold 42', 55' · Yankos 77' |     | Dunford 70' | Sân vận động: Sân vận động bóng đá Sydney Lượng khán giả: 13,621 Trọng tài: Shizuo Takada (Nhật Bản) |  |

| 19 tháng 3 năm 1989 | Israel            | 1–1 | Úc         | Ramat Gan, Israel                                                                               |  |
|                     | Ohana 67' (ph.đ.) |     | Yankos 72' | Sân vận động: Sân vận động Ramat Gan Lượng khán giả: 45,000 Trọng tài: Manfred Neuner (Tây Đức) |  |

| 2 tháng 4 năm 1989 | New Zealand              | 2–0 | Úc | Auckland, New Zealand                                                                                 |  |
|                    | Dunford 19' · Wright 80' |     |    | Sân vận động: Sân vận động Mount Smart Lượng khán giả: 3,340 Trọng tài: Maidin Bin Singah (Singapore) |  |

| 9 tháng 4 năm 1989 | New Zealand              | 2–2 | Israel                      | Auckland, New Zealand                                                                          |  |
|                    | Wright 19' · Dunford 35' |     | Rosenthal 16' · Klinger 37' | Sân vận động: Sân vận động Mount Smart Lượng khán giả: 3,200 Trọng tài: Claude Bouillet (Pháp) |  |

| 16 tháng 4 năm 1989 | Úc           | 1–1 | Israel    | Sydney, Úc                                                                                   |  |
|                     | Trimboli 88' |     | Ohana 40' | Sân vận động: Sân vận động bóng đá Sydney Lượng khán giả: 40,320 Trọng tài: Carlo Longhi (Ý) |  |

## Play-off liên lục địa
Đội thắng cuộc ở vòng loại khu vực OFC sẽ thi đấu trận play-off liên lục địa lượt đi và lượt về với đội đứng đầu bảng có thành tích yếu nhất ở khu vực Nam Mỹ (CONMEBOL). Đội thắng trong trận play-off này sẽ giành quyền tham dự Vòng chung kết Giải vô địch bóng đá thế giới 1990.
| Đội 1    | TTS | Đội 2  | Lượt đi | Lượt về |
| -------- | --- | ------ | ------- | ------- |
| Colombia | 1–0 | Israel | 1–0     | 0–0     |

Colombia thắng với tổng tỷ số 1–0 và giành quyền tham dự Giải vô địch bóng đá thế giới 1990.

## Cầu thủ ghi bàn
4 bàn thắng
- Charlie Yankos
- Darren McClennan
- Billy Wright

3 bàn thắng
- Graham Arnold
- Malcolm Dunford

2 bàn thắng
- Paul Trimboli
- Eli Ohana
- Ronny Rosenthal

1 bàn thắng
- Oscar Crino
- Warren Spink
- Loten Dalai
- Ravuame Madigi
- Nir Klinger
- Noel Barkley
- Danny Halligan

1 bàn phản lưới nhà
- Garry Lund (trong trận gặp  Đài Bắc Trung Hoa)